# Polittico di Bologna
Il Polittico di Bologna è un dipinto a tempera e oro su tavola (146,5X217 cm) di Giotto e aiuti, databile al 1330-1334 circa e conservato nella Pinacoteca nazionale di Bologna. È firmato "OP[US] MAGISTRI IOCTI D[E] FLOR[ENTI]A" sul gradino del trono di Maria.

## Storia
Il polittico viene descritto per la prima volta nel 1732 da Giampietro Zanotti che lo rinviene nella sagrestia dell'allora periferica ed oggi perduta chiesetta di Santa Maria degli Angeli a Bologna. Lo stesso Zanotti ne rinviene anche la firma asserendo che il committente fu probabilmente Gerra Pepoli. In realtà l'asserzione che Gerra Pepoli fu il committente è priva di fondamento storico ed oltretutto appare improbabile che sia stato chiamato il più grande pittore del tempo per decorare una chiesa di così secondaria importanza quando i Pepoli erano proprietari di numerose cappelle in chiese bolognesi ben più importanti. È stato convincentemente dimostrato nel 2015 come il richiedente sia stato in realtà il legato pontificio Bertrando del Poggetto, che avrebbe commissionato a Giotto, nel 1330-1334, la pala per la cappella privata del Papa Giovanni XXII entro il Palazzo-Castello di Porta Galliera a Bologna. Quando il Castello fu demolito dai bolognesi in rivolta contro il legato pontificio nel 1334, l'annunciazione scolpita da Giovanni di Balduccio per la cappella magna e la tavola di Giotto per la cappella privata furono trasferite fuori-mura nella chiesetta di Santa Maria degli Angeli, probabilmente per la loro iconografia che ben si addiceva al titolo della chiesetta.
Il polittico venne smembrato nel 1808, all'epoca delle soppressioni Napoleoniche, e ricostruito solo nel 1894, quando venne rifatta una cornice con guglie e pilastrini che danneggiò, in parte, le estremità dei pannelli; a parte ciò lo stato di conservazione è generalmente buono. Da quell'anno il polittico è esposto nella Pinacoteca Nazionale di Bologna.

### Datazione
La tavola è firmata da Giotto, ma non datata, né esistono documenti scritti che permettano di tracciarne la data. Da un punto di vista prettamente stilistico, la postura sciolta e l'equilibrio dinamico dei personaggi, elementi distintivi di tutta la tarda produzione giottesca, collocano la tavola distante dal linearismo del Polittico Baroncelli, datato al 1328 circa, escludendo che il polittico bolognese possa essere stato dipinto in quella data o precedentemente.
Riguardo alla data precisa, gli studiosi hanno formulato tre ipotesi. La prima ipotesi è che la tavola sia stata dipinta nel 1330 circa, come hanno scritto Giovanni Previtali (1967), Alessandro Conti (1993), Alessandro Tomei (1995) Massimo Medica (2000), Miklos Boskovitz (2000), Angelo Tartuferi (2007) e Julian Gardner (2009). Questa ipotesi è suggerita dai documenti e suffragata dai dati storici. La fitta documentazione in nostro possesso attesta Giotto a Napoli, presso la corte del re Roberto d'Angiò, tra l'8 dicembre del 1328 (ma probabilmente anche prima, in quanto il 23 gennaio 1328 il figlio maggiore Giovanni viene nominato a Firenze Procuratore Generale di Giotto in vista forse dell'imminente partenza di quest'ultimo) e il 26 aprile 1332, ma ha una lacuna nel 1329-1330, facendo pensare che l'artista si sia assentato da Napoli in quel lasso di tempo. I dati storici attestano inoltre che fino a tutto il 1330 il re di Napoli fu alleato di Bertrando del Poggetto, regnante a Bologna, per cui non si può escludere che l'artista prediletto e stipendiato del re di Napoli sia stato gentilmente concesso all'alleato per realizzare opere a Bologna. Nel corso del 1330 la politica del legato pontificio bolognese cambiò improvvisamente e si alleò con Giovanni I di Baviera per sottrarre a Roberto d'Angiò il controllo delle città a lui fedeli. È quindi improbabile che l'artista abbia potuto trattenersi a Bologna oltre il 1330.
La seconda ipotesi è che la tavola sia stata dipinta tra la partenza da Napoli, dopo l'aprile del 1332, e il ritorno definitivo a Firenze, il 12 aprile 1334. Questa ipotesi, accolta da Ferdinando Bologna (1969), Pierluigi Leone de Castris (1986) e Damien Cerutti (2015), si basa unicamente sull'assunzione che l'artista non poteva essere a Bologna nei cinque anni precedenti, in quanto la documentazione lo vogliono a Napoli. Tuttavia appare assai improbabile che un artista che riceveva una ricchissima elargizione pensionistica da Roberto d'Angiò, che oltretutto poteva essere ritirata per decreto regio in qualunque momento, potesse essersi recato a dipingere nella città amministrata da Bertrando del Poggetto, che era diventato dopo il 1330 il maggiore dei nemici del re di Napoli.
La terza ipotesi è che la tavola sia stata dipinta oltre il 12 aprile 1334, come sostiene Erling Skaug (2013). Questa ipotesi si basa sul fatto che la firma di Giotto reca il titolo di “magister”, titolo che Giotto ricevette a Firenze solo in quella data. Tuttavia tutti i documenti regi napoletani del 1328-1332 fanno precedere il nome di Giotto dall'appellativo “magistro”, facendo cadere tale ipotesi.

## Descrizione
Il pannello centrale mostra la Maestà, ovvero la Madonna col Bambino seduta su un elegante trono lapideo in prospettiva intuitiva, rifacendosi al modello della Maestà di Ognissanti. Il modellato è tenero e il colore steso con abilità, indice della probabile autografia dello scomparto. È stato notato come il suo volto sia fisiognomicamente differente da quello delle Madonne fiorentine, ma "padanizzato", forse seguendo un modello fornito dal committente. Essa farà da modello per tutti i pittori bolognesi del Trecento.
Ai lati quattro scomparti presentano un santo ciascuno a tutta figura, su un pavimento scuro uniforme, comune a tutti i pannelli, e un fondo oro semplice. A sinistra si vede san Pietro, col bastone pastorale e le grandi chiavi del paradiso in mano. Segue l'arcangelo Gabriele, girato verso Maria come nelle annunciazione, recante non a caso il cartiglio con le prime parole del suo messaggio (l'Ave Maria); tiene in spalla un bastone, che dovrebbe rappresentare il tradizionale attributo del giglio bianco, da offrire a Maria come simbolo della sua purezza; o forse si tratta del bastone dell'araldo, come in tutte le annunciazioni bizantine; il bastone, spesso trilobato, ha dato origine al giglio. A destra si vedono san Michele Arcangelo, frontale, reggente il globo e la spada con la quale trafigge il drago dell'Apocalisse ai suoi piedi. Infine san Paolo, con la tipica veste rossa, la barba castana e lunga, e gli attributi della spada e delle lettere. Sotto ciascun santo si trova inoltre una scritta esplicativa col nome. Risulta evidente come essi siano accoppiati simmetricamente: i due apostoli maggiori patroni della Chiesa romana e due arcangeli.
Nella cuspide del pannello centrale si trova l'Eterno con un globo e una chiave, mentre nella predella si trovano teste di santi entro clipei: Giovanni battista, Maria dolente, Cristo come uomo di dolore, Giovanni apostolo dolente e Maria Maddalena.

## Stile
In questa tavola si ha sicuramente un revival del dinamismo che caratterizzava le opere giottesche negli anni dieci del secolo, come ad esempio il polittico di Santa Reparata conservato oggi del Duomo di Firenze (1310 circa) e la Maestà tra Santi e Virtù di una collezione privata (1315-1320). Le pose dei due Santi Pietro e Paolo accennano ad un movimento che forse non è tale, ma che allo stesso tempo non rende le due figure statiche. I due Arcangeli Gabriele e Michele mostrano un movimento ancora più spiccato. In tutte queste figure il movimento non è però casuale, ma quasi ricercato. Spicca il bilanciamento ed equilibrio delle masse corporee. È come se Giotto avesse combinato in questo polittico il suo vivo dinamismo degli anni dieci del secolo, con la raffinatezza cortese di gusto martiniano della Madonna e dei Santi della National Gallery di Washington (1320 circa). Questa sintesi si concretizzò in quello che possiamo ritenere lo stile maturo di Giotto, un linguaggio essenziale, attinente alla realtà senza sacrificare la nobiltà figurativa dei soggetti rappresentati.
Questo nuovo linguaggio di “sciolta raffinatezza” non è però una prerogativa esclusiva di Giotto. In opere coeve, anche l'allievo Taddeo Gaddi e il senese Lippo Memmi, stavano adattando la loro eleganza cortese a posture o movimenti più sciolti. Le finestre di tempo di tutte queste opere si sovrappongono, rendendo a noi difficile eleggere un precursore di questo nuovo linguaggio.